# 莱奥波尔多·阿拉斯

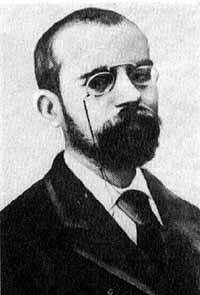
莱奥波尔多·阿拉斯

莱奥波尔多·阿拉斯（1852年4月25日－1901年6月13日），是西班牙小说家，《庭长夫人》的作者。他支持自由主义并且反教权。

## 生平
阿拉斯生于萨莫拉，他的父母來自阿斯图里亚斯。他在奥维耶多的中學讀書并且开始学习法律。 1871年至1878年在马德里定居期間，莱奥波尔多·阿拉斯曾一度是一名記。 1882年至1883年，他在萨拉戈萨任教。 1883年，他回到奥维耶多，成為奧維耶多大學的一位罗马法教授。